# Plućnjak
Plućnjak (lat. Pulmonaria), biljni rod zeljastih trajnica, od dvadesetak vrsta, iz porodice boražinovki ili porečnica, koji je rašireren na području Euroazije. U Hrvatrskoj raste osam vrsta, to su uskolisni plućnjak (P. angustifolia), plućnjak mekani (P. mollis), brdski plućnjak (P. montana),  nejasni plućnjak (P. obscura), ljekoviti plućnjak (P. officinalis), slatki plućnjak (P. saccharata), P. stiriaca i Visijanijev plućnjak (P. visianii).
Podanak je često puzav. Cvjetovi mijenjaju boju od ružičaste na početku cvatnje do plave i ljubičaste kasnije. Ljekoviti plućnjak gotovo čitav prekriven je oštrim dlakama i jajastih donjih listova na kratkim peteljkama. Ljekarnički se naziva Pulmonariae herba - maculosae. Bazalni listovi plućnjaka su u obliku srca, a listovi stabljike sklopljeni su i ovalni. Cvjetne stabljike, na vrhu kojih se nalaze viseći grozdovi cilindričnih cvjetova, dosežu 30 cm (12 inča). Na sličnim terenima raste P. longifolia, manjih cvjetova i uskih listova.
P. officinalis je zeljasta dlakava višegodišnja biljka, rasprostranjena u otvorenim šumama i šikarama Europe. Uzgaja se kao vrtno cvijeće zbog visećih, ružičastih cvjetova koji postaju plavi i često bijelih pjegavih listova.

## Vrste
1. Pulmonaria affinis Jord.
2. Pulmonaria angustifolia L.
3. Pulmonaria australis (Murr) W.Sauer
4. Pulmonaria carnica W.Sauer
5. Pulmonaria cesatiana (Fenzl & Friedr.) Selvi, Bigazzi, Hilger & Papini
6. Pulmonaria collina W.Sauer
7. Pulmonaria dacica (Simonk.) Simonk.
8. Pulmonaria filarszkyana Jáv.
9. Pulmonaria helvetica Bolliger
10. Pulmonaria hirta L.
11. Pulmonaria kerneri Wettst.
12. Pulmonaria longifolia (Bastard) Boreau
13. Pulmonaria mollis Wulfen ex Hornem.
14. Pulmonaria montana Lej.
15. Pulmonaria obscura Dumort.
16. Pulmonaria officinalis L.
17. Pulmonaria rubra Schott
18. Pulmonaria saccharata Mill.
19. Pulmonaria stiriaca A.Kern.
20. Pulmonaria visianii Degen & Lengyel
21. Pulmonaria ×digenea A.Kern.
22. Pulmonaria ×heinrichii Sabr.
23. Pulmonaria ×hybrida A.Kern.
24. Pulmonaria ×intermedia Palla
25. Pulmonaria ×landoziana Péterfi
26. Pulmonaria ×norica Teyber
27. Pulmonaria ×notha A.Kern.
28. Pulmonaria ×ovalis Bastard